# Ефимов, Анатолий Филиппович
Анатолий Филиппович Ефимов (1924 — 2010) — советский военнослужащий, гвардии сержант, командир расчёта 178-го гвардейского стрелкового полка, 58-й гвардейской стрелковой дивизии, 5-й гвардейской армии, 1-го Украинского фронта. Полный кавалер Ордена Славы.

## Биография
Родился 22 мая 1924 года в посёлке Дудоровский Калужской области в рабочей семье.
В 1937 году после окончания семи классов, поступил в Людиновскую фабрично-заводскую школу, но из за начавшийся войны её не закончил и был зачислен в партизанский отряд, где по заданию руководства отряда занимался сбором оружия, вёл разведку и устанавливал связь партизан с местным населением в ближайших деревнях.
С конца 1941 года призван в ряды РККА, воевал на Юго-Западном, Степном,  3-го Украинского, 2-го Украинского и 1-го Украинского фронтах — замковый 45-мм орудия 178-го гвардейского стрелкового полка, 58-й гвардейской стрелковой дивизии, 5-й гвардейской армии.
13 марта 1944 года гвардии рядовой А. Ф. Ефимов в бою у села Устиновка Кировоградской области при отражении контратаки противника, когда кончились снаряды, из ручного пулемёта сразил свыше десяти гитлеровцев. За это 25 марта 1944 года Указом Президиума Верховного Совета СССР А. Ф. Ефимов был награждён  Орденом Славы 3-й степени.
С 8 по 10 августа 1944 года командир расчёта гвардии сержант  А. Ф. Ефимов в районе железнодорожной станции Ратае  в Польше рассеял до взвода пехоты противника и уничтожил три пулемёта.  30 октября 1944 года Указом Президиума Верховного Совета СССР Н. И. Павличенко был награждён  Орденом Славы 2-й степени.
24 января 1945 года гвардии сержант  А. Ф. Ефимов со своим расчётом в районе населённого пункта Эйзенау в Польше подавил семь пулемётных точек,  подбил танк и вывел из строя свыше взвода пехоты гитлеровцев.  27 июня 1945 года  Указом Президиума Верховного Совета СССР Н. И. Павличенко был награждён  Орденом Славы 1-й степени.
В 1946 году  А. Ф. Ефимов был  демобилизован в звании старшина. Работал шофёром в Ульяновском леспромхозе.
Умер 26 января 2010 года в Калуге.

## Награды
- Орден Славы I степени (1945)
- Орден Славы II степени (1944)
- Орден Славы III степени (1944)
- Орден Красного Знамени (1944)
- Орден Отечественной войны I степени (1985)
- Медаль «За отвагу» (СССР)  (1944)